# Bisdom San Marco Argentano-Scalea
Het bisdom San Marco Argentano-Scalea (Latijn: dioecesis Sancti Marci Argentanensis-Scaleensis, Italiaans: diocesi di San Marco Argentano-Scalea) is een in Italië gelegen rooms-katholiek bisdom met zetel in de stad San Marco Argentano. Het bisdom behoort tot de kerkprovincie Cosenza-Bisignano en is samen met het aartsbisdom Rossano-Cariati en het bisdom Cassano all'Jonio suffragaan aan het aartsbisdom Cosenza-Bisignano.

## Geschiedenis
Het bisdom San Marco Argentano werd in 1179 door paus Gregorius VII opgericht. Op 27 juni 1818 werd het door paus Pius VII met de apostolische constitutie De utiliori samengevoegd met het bisdom Bisignano. 
Paus Johannes Paulus II voegde op 4 april 1979 met de apostolische constitutie Quo aptius het bisdom Bisignano bij Cosenza en werd de naam van het bisdom veranderd in San Marco Argentano-Scalea. Op 30 januari 2001 werd het bisdom suffragaan aan het aartsbisdom Cosenza-Bisignano.

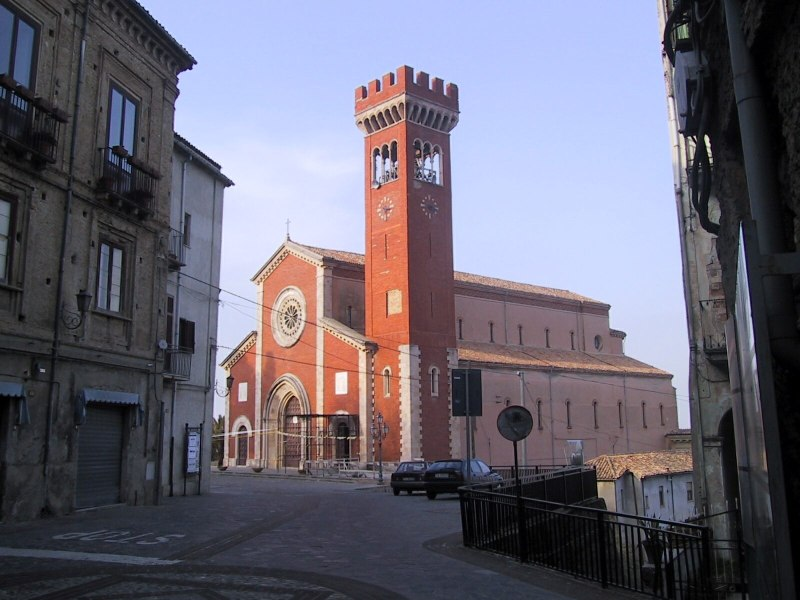
Kathedraal van San Marco Argentano
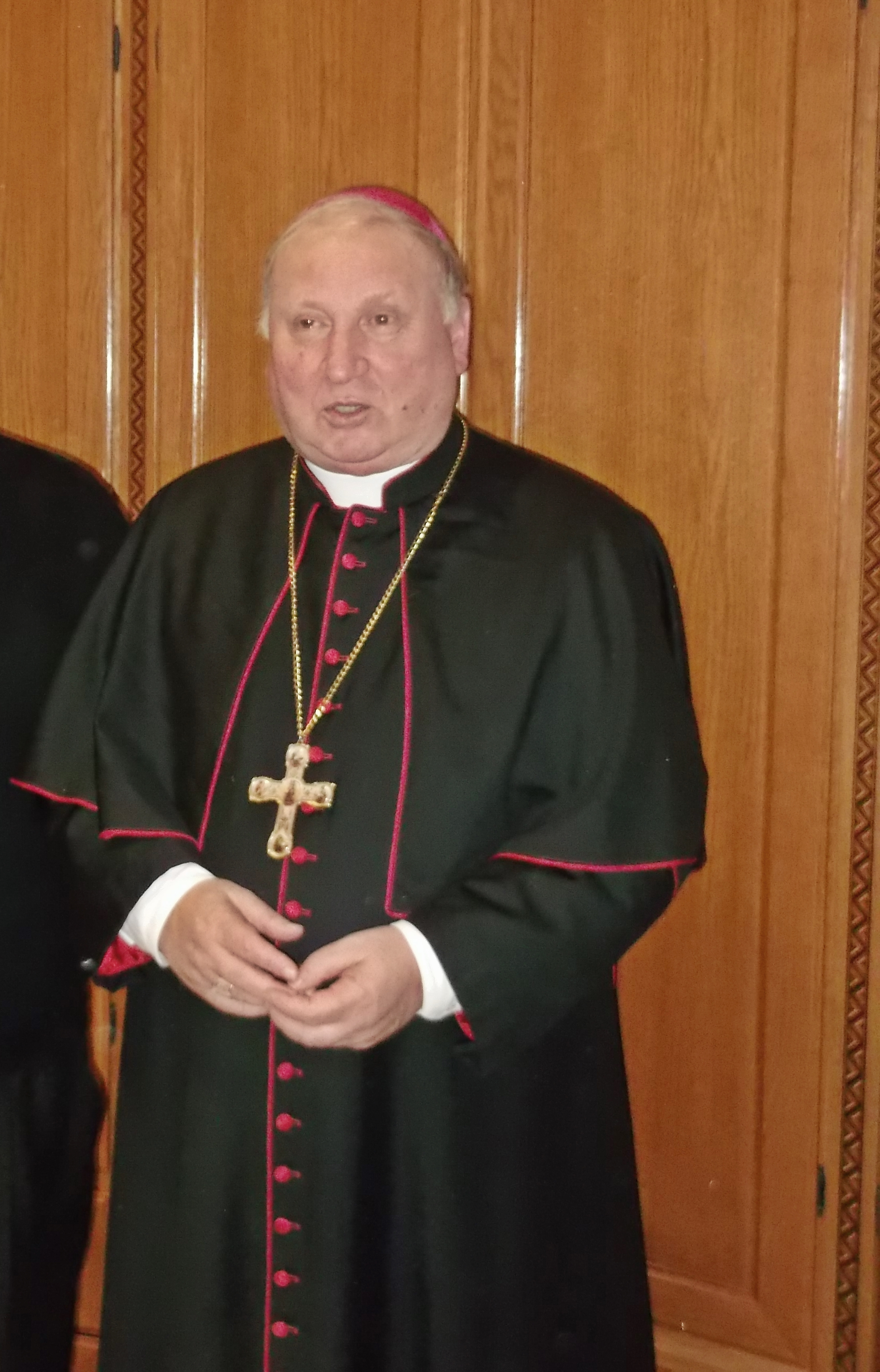
Bisschop Bonanno